# Fossilworks
Fossilworks est un portail web qui fournit des outils de recherche, de téléchargement et d'analyse dans le but de faciliter l'accès à la Paleobiology Database, une base de données en ligne qui se constitue régulièrement par les apports de centaines de paléontologues du monde entier.

## Histoire
Fossilworks a été créé en 1998 par John Alroy et est hébergé à l'Université Macquarie en Australie. Le site inclut de nombreux outils de visualisation et d'analyse de données qui prennent leur source dans la Paleobiology Database.

## Comparaison Paleobiology Database avec Fossilworks
Au 6 mai 2021, la comparaison selon les deux fournisseurs donne :
| site                                    | références | taxons  | opinions | collections | occurrences | contributeurs                       |
| --------------------------------------- | ---------- | ------- | -------- | ----------- | ----------- | ----------------------------------- |
| Paleobiology Database                   | 76 702     | 437 089 | 825 965  | 219 918     | 1 521 158   | 410                                 |
| Fossilworks                             | 72 851     | 423 885 | ?        | 211 094     | 1 477 100   | 542 (222 institutions dans 29 pays) |
| Delta Fossilworks/Paleobiology Database | -3 851     | -13 204 | ?        | -8 824      | -44 058     | +132                                |